# Atropha gibbosa
Atropha gibbosa är en stekelart som beskrevs av Pierre L. G. Benoit 1955. Atropha gibbosa ingår i släktet Atropha och familjen brokparasitsteklar. Inga underarter finns listade.